# Coccophagus yoshidae
Coccophagus yoshidae är en stekelart som beskrevs av Nakayama 1921. Coccophagus yoshidae ingår i släktet Coccophagus och familjen växtlussteklar. Inga underarter finns listade i Catalogue of Life.